# Sophus Fuglsang
Peter Sophus Fuglsang (* 16. Dezember 1854 in Öddis, Nordschleswig, heute Ødis Sogn; † 15. Mai 1931 in Alt-Hadersleben) war ein deutsch-dänischer Malzfabrikant.

## Leben und Wirken
Sophus Fuglsang war ein Sohn von Sören Christian Fuglsang und dessen Ehefrau Mathilde, geborene Borgen. Er hatte eine Schwester und vier Brüder:
- Der Bruder Conrad (1850–1932) arbeitete als Brauer in Mülheim an der Ruhr.
- Der Bruder Christian Fuglsang arbeitete ebenfalls in Nachfolge seines Vaters.
- Die Schwester Catharine (1861–1947) heiratete den Wasserbauingenieur Hubert Engels.
- Der Bruder Clausen (1865–1936) arbeitete als Brauer in Husum.

Bis zum Sommer 1871 besuchte Fuglsang ein Gymnasium in Hadersleben, das er in der Real-Sekunda verließ. Er lernte an einer Brauereischule in Worms und trat im Alter von 23 Jahren in das Unternehmen seines Vaters ein. Er ersetzte hier seinen ältesten Bruder Conrad, der in Mülheim eine eigene Brauerei eröffnete und war bis zum Eintritt des jüngeren Bruders Christian 1886 die einzige Person der Unternehmensleitung, die Fachkenntnisse des Brauereiwesens besaß.
Fuglsang übernahm früh Verantwortung, traf als Unternehmer Entscheidungen und erwies sich als sehr fähiger Unternehmer. 1879 erhielt die Brauerei eine Mälzerei, die schnell neben dem Eigenbedarf auch andere Brauereien Schleswig-Holsteins belieferte. 1893 entschieden die Brüder Fuglsang, die Unternehmen aufzuteilen. Sophus Fuglsang leitete daraufhin die „Sophus Fuglsang Malzfabrik“, um die er sich bereits zuvor größtenteils gekümmert hatte. Die Fabrik wuchs in den folgenden Jahrzehnten stark und exportierte in großem Stil. Zu den Kunden gehörten Brauereien aus Holland, Schweden, Norwegen und Norddeutschland. Um die Jahrhundertwende stellte die Malzfabrik eines der größten Unternehmen Haderslebens dar.
Fuglsang leitete seine Fabrik im Stil eines Patriarchen. Als die Bauarbeiter in den 1890er Jahren eine Gewerkschaft gründen wollten, brachte er dem nur wenig Verständnis entgegen und litt darunter, dass ihm die Angestellten misstrauten. Der Unternehmer konzentrierte sich ganz auf die Geschäftsführung und trat daher, im Gegensatz zu seinem Bruder, selten öffentlich in Erscheinung. Er galt wie dieser als heimatverbunden und deutschgesinnt und schloss sich den Deutschnationalen an. Im Oktober 1918 vertrat er die deutschen Gruppen Haderslebens und unterschrieb in Flensburg einen Aufruf des „Deutschen Ausschusses für das Herzogtum Schleswig“. Die Unterzeichner forderten, die dänische Sprache kulturell gleichberechtigt zu behandeln. Gleichzeitig stellten sie klar, dass die Mehrheit der im Herzogtum Schleswig lebenden Personen die Zugehörigkeit zum Deutschen Reich nicht freiwillig aufgeben werde.
Fuglsang arbeitete nur kurzzeitig ehrenamtlich für den Deutschen Ausschuss in Hadersleben und Umgebung. Auch auf seine Initiative hin erhielt der Gymnasiallehrer Heinrich Hinz eine Stelle als Leiter eines selbstständigen Büros. Hier organisierte er den deutschen Wahlkampf vor der Volksabstimmung in Schleswig. Fuglsang begleitete die Abstimmung in einer aus fünf Personen bestehenden Kontrollkommission, die deren Verlauf im Kreis Hadersleben kontrollierte.
Der Ausgang der Abstimmung und den Verlust Nordschleswigs an Dänemark enttäuschten Fuglsang sehr. Der neue Grenzverlauf stellte seine Fabrik, die nun von ihrem wichtigsten Absatzmarkt getrennt war, vor Probleme. Die Exporte in andere Länder sanken, und dänische Brauereien versorgten sich meist selbst mit Malz, sodass Fuglsang hier nichts verkaufen konnte. Außerdem bereiteten ihm der schwankende Wechselkurs der dänischen Krone und die restriktive dänische Geldpolitik Probleme. Die Verluste kompensierte der Unternehmer mit neuen Sparten. So handelte er mit Futtermittel und Saatkorn oder exportierte Braugerste. 1924 nahm er seine beiden Söhne als Teilhaber auf.
Sein Unternehmen gesundete wirtschaftlich erst im Jahr 1931 aufgrund einer Anpassung der dänischen Krone an das englische Pfund.

## Ehrungen
- 1912 erhielt er den Roten-Adlerorden 4. Klasse
- 1930 wurde Fuglsang zum Ehrenmitglied des Bürgervereins zu Hadersleben und der kulturellen und gesellschaftlichen Vereinigung der deutschen Bürgerschaft ernannt.
- Fuglsang war ein Kommerzienrat.

## Familie
Fuglsang heiratete am 2. Juni 1885 Marie Magdalene Martha Krause (* 29. Oktober 1861 in Coswig; † 31. Mai 1938 in Alt-Hadersleben). Sie war eine Tochter des Tonderner Seminarmusiklehrers Adolf Krause und dessen Ehefrau Henriette Friederike, geborene Schmidt.
Das Ehepaar Fuglsang hatte vier Töchter und zwei Söhne. Der Sohn Sören Conrad (1893–1986) arbeitete als Brauereibesitzer in Hadersleben. Die Tochter Ilse Fuglsang-Visconti (1895–1988) heiratete den Diplomingenieur Guido Visconti und war als Komponistin tätig. Der Sohn Sophus Christian (1898–1985) arbeitete als Malzfabrikant in Hadersleben.